# Heterobranchus bidorsalis
Heterobranchus bidorsalis és una espècie de peix de la família dels clàrids i de l'ordre dels siluriformes.

## Morfologia
Els mascles poden assolir els 150 cm de llargària total i els 30 kg de pes.

## Distribució geogràfica
Es troba a Àfrica: rius Nil i Gàmbia, i també a Burkina Faso, Guinea, Níger i el Senegal.